# マレー・ヘッド
マレー・ヘッド（Murray Head）は、英国の俳優、歌手。ロックミュージカル『ジーザス・クライスト・スーパースター』のナンバーでシングルカットされた「スーパースター」、元ABBAのメンバーらによる作曲の「ワン・ナイト・イン・バンコック」等の楽曲で知られる。俳優のアンソニー・ヘッドは実弟。

## プロフィール
ヘッドは子どもの頃から作曲を始め1960年代半ばからロンドンでレコーディング契約を得た。ティム・ライスとアンドリュー・ロイド・ウェバーによる『ジーザス・クライスト・スーパースター』のアルバム・バージョンでイスカリオテのユダを演ずるよう頼まれるまで、ウエスト・エンドでのミュージカル『ヘアー』への参加等で限定的に成功していただけだった。トリニダード・シンガーズと共に歌われた「スーパースター」は、1971年にBillboard Hot 100で最高位14位まで達した。
ヘイリー・ミルズ、ハイウェル・ベネット、ジョン・ミルズを主要な配役に据えたコメディ･ドラマ『The Family Way』（1966年）でヘッドは俳優としてフィルム･デビューした。また、第44回アカデミー賞に多部門ノミネートされた映画『日曜日は別れの時』（1971年）では主要な役を得た（ピーター・フィンチ、グレンダ・ジャクソン共演）。これらの作品の大当たりにもかかわらず、その後10年にわたりほとんど衆目を受けることがなかった。例外的なのはシングル「Say It Ain't So, Joe」（タイトルはブラックソックス事件で有名な「嘘だと言ってよ、ジョー」という言葉に材を取っている）を1975年に発表したことだ。この曲はその後、ザ・フーのリード・ボーカリストであるロジャー・ダルトリーにカバーされた。
1973年、ラジオドラマ『The Fourth Tower of Inverness』に参加。1979年には『Prince Regent』『Return of the Saint』といったテレビドラマに出演。
ヘッドが再びスポットライトを浴びることとなったのは、1984年のミュージカル『チェス』のためのアメリカ人になりきったコンセプト・アルバムだった。ヘッドのボーカルをフィーチャーした曲「「ワン・ナイト・イン・バンコック」はニューヨーク・アクセントで歌われた。1996年にボーイゾーンの「No Matter What」（ミュージカル『Whistle Down the Wind』の楽曲）が登場するまで、アメリカとドイツのラジオにおけるヒットとしては、ブロードウェー/ウエスト・エンド・ナンバー（ミュージカル曲）として長いこと最後のものとされてきた。この曲はヨーロッパでも北米でも好評であった。ヘッドは、1986年5月14日に初公開された『チェス』のロンドン・ウエスト・エンド公演で、世界チェス・チャンピオンのフレデリック”フレディー”トゥルンパの役を演じた。この公演は、ヘッドが声の問題で離脱した後も続き、1989年4月8日まで上演された。

## ディスコグラフィ

### スタジオ・アルバム
- Nigel Lived (1972年)
- Say It Ain't So (1975年)
- Between Us (1979年)
- Voices (1981年)
- How many ways (1981年)
- Shade (1983年)
- Restless (1984年)
- Sooner or Later (1987年)
- Wave (1992年)
- Innocence (1993年)
- Pipe Dreams (1995年)
- Passion (2002年)
- Tête à Tête (2007年)
- Rien n'est écrit (2008年)
- My Back Pages (2012年)

### ライブ・アルバム
- Find the Crowd (1981年)
- Live Collection Vol 1 (2009年)
- Live Collection Vol 2 (2010年)

### コンピレーション・アルバム
- Watching Ourselves Go By (1990年)
- When You're in Love (1995年)
- Greatest Hits (1995年)
- Emotions, My Favourite Songs (2006年)
- Scrapbook (2016年)

### シングル
- "She was Perfection" (1967年)
- 『スーパースター』 - "Superstar" (1969年)
- "Say It Ain't So, Joe" (1975年)
- "Someone's Rocking My Dreamboat" (1976年)
- "Never Even Thought" (1977年)
- "Mademoiselle" (1978年)
- "Los Angeles" (1979年)
- "Sorry, I Love You" (1979年)
- "Cocktail Molotov" (1980年)
- "Corporation Corridors" (1982年)
- "Maman" (1982年)
- 『ワン・ナイト・イン・バンコック』 - "One Night in Bangkok" (1984年) ※西ドイツ、スイス、オーストラリアで第1位、カナダとアメリカで第3位、イギリスで第12位を記録。
- "When You're in Love" (1984年)
- "Picking Up the Pieces" (1985年)
- "Some People" (1986年)
- "Say It Ain't So, Joe" (2013年) ※再発